# Jan Mayen
L'isola di Jan Mayen è un territorio appartenente alla Norvegia, costituito da un'isola situata al limite tra l'oceano Atlantico e il Mar Glaciale Artico. È sotto l'amministrazione della Contea di Nordland. Dopo la scoperta avvenuta nel XVII secolo da parte di alcuni cacciatori di balene, l'isola è stata contesa da vari Stati per costruirvi una base per la caccia alle balene o per la caccia alle volpi artiche.
Nonostante tutto, l'isola diventò un centro per gli studi scientifici dopo la vincita del premio dell'Anno polare internazionale durante l'inverno tra il 1872 e il 1873. Nel 1929 la Norvegia occupò l'isola e ne fece una stazione meteorologica. Venne utilizzata fino al 1959, quando cadde in disuso; le principali attività sull'isola si svolgevano in una stazione necessaria per la radionavigazione.
Caratterizzata da un clima artico, l'isola ospita vari uccelli di mare e ha un territorio composto perlopiù da tundra. La principale sommità di Jan Mayen è costituita da un vulcano, denominato Beerenberg, la cui altezza è di 2 277 metri. Jan Mayen è una piccola isola dalla forma allungata; gli unici villaggi presenti sul territorio sono Olonkinbyen, che conta solo 28 abitanti (gli operatori della stazione meteorologica e di quella per la radionavigazione) e la stazione di Puppebu, con una popolazione massima di 9 persone.

## Geografia fisica

### Ubicazione

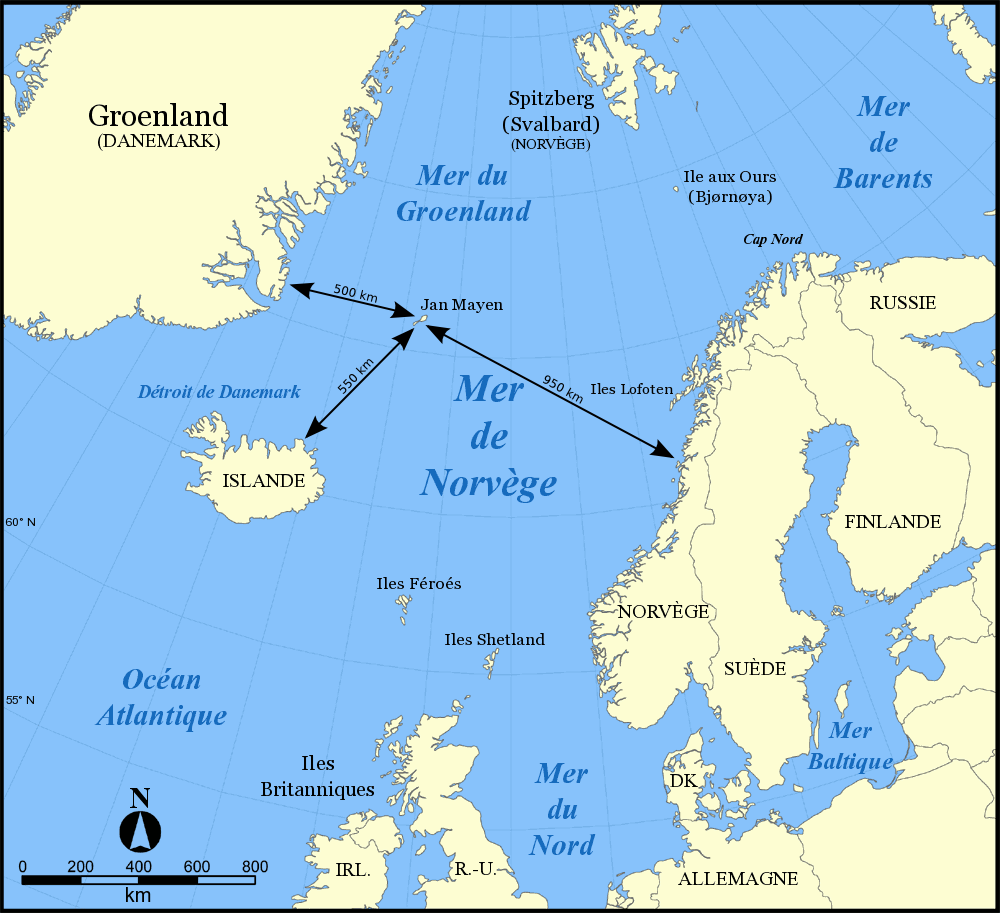
Posizione dell'isola di Jan Mayen nell'oceano Atlantico

Jan Mayen è un'isola situata tra l'oceano Atlantico (a sud) e il Mar Glaciale Artico (a nord), in Europa, e più precisamente al limite tra il Mare di Norvegia (a sud-est) e il Mare di Groenlandia (a nord-ovest), a nord del parallelo 66°33'39" o circolo polare artico.
Jan Mayen fa parte di un arcipelago costituito dall'isola stessa e da altre isole secondarie e isolotti. Essa è piuttosto piccola (misura 377 km²) e isolata: la costa groenlandese si trova a nord-ovest e dista poco meno di 500 km dall'isola; l'Islanda dista circa 550 km a sud-ovest; la Norvegia è lontana all'incirca 950 km a sud-est e l'arcipelago delle isole Svalbard dista circa 1000 km a nord-est da Jan Mayen.

### Geografia fisica
Jan Mayen è un'isola dalla forma allungata la cui superficie è di 377 km². Essa misura 53,6 chilometri di lunghezza per 15,8 chilometri di larghezza e, nella sua parte centrale, presenta un istmo largo 2,5 chilometri. Il punto più settentrionale di Jan Mayen è capo nord (in lingua norvegese nordkapp), che si è formato in seguito a un'eruzione del Beerenberg, la maggiore vetta dell'isola; il punto più meridionale è capo sud (Sørkapp).
La parte nord-orientale di Jan Mayen prende il nome di Nord-Jan, e presenta una forma tondeggiante e un po' schiacciata a est, al centro della quale è situato il vulcano attivo denominato Beerenberg, alto 2277 m, che costituisce la sommità più elevata dell'isola. Nord-Jan si è formata in seguito all'eruzione di questo vulcano avvenuta alcuni milioni di anni fa. La parte sud-occidentale dell'isola, invece, è chiamata Sør-Jan, ed è costituita da un massiccio montagnoso allungato, poco elevato, la cui principale sommità è il Rudolftoppen (769 m). La catena montuosa è costituita da vulcani attivi, anche se eruttano sempre meno di frequente. Le coste dell'isola, di natura rocciosa, presentano due baie: la parte di costa sud-orientale presenta nella sua parte centrale un istmo, al cui interno è presente un golfo denominato Engelskbukta (baia degli inglesi) che si apre sull'oceano Atlantico (qui mare di Norvegia); la Rekvedbukta (baia del legno alla deriva) si trova nella parte sud-occidentale dell'isola e fa parte del Mar Glaciale Artico (qui Mare di Groenlandia).
Il litorale, lungo 124,1 chilometri, è formato per gran parte da falesie e da coste alte e rocciose. Fa eccezione l'istmo, che è costituito da un cordone litorale: qui la costa è quindi bassa. In questo punto si trovano due lagune: Nordlaguna, nella zona settentrionale dell'istmo, e Sørlaguna, nella zona meridionale, la maggiore. Ci sono altre piccole baie come la Guinea-bukta (baia di Guinea) o la Kvalrossabukta (baia dei trichechi). Esse si trovano nella parte meridionale dell'isola. Jan Mayen si trova al limite della banchisa artica della Groenlandia. Tuttavia, questi ghiacci arrivano sempre più raramente alle coste di Jan Mayen a causa del riscaldamento globale.
Benché a Jan Mayen non scorrano veri corsi d'acqua, l'acqua dolce è presente grazie a piccoli laghi, formati dallo scioglimento dagli strati della calotta ghiacciata che copre i rilievi dell'isola. Due terzi di essi sono presenti nella parte settentrionale. Questi laghi vengono continuamente alimentati da piccoli ghiacciai e sono in costante accrescimento a causa del riscaldamento globale, che provoca una maggior fusione del ghiaccio. Dai laghi l'acqua fluisce al mare per rivoli e ruscelletti.

### Geologia

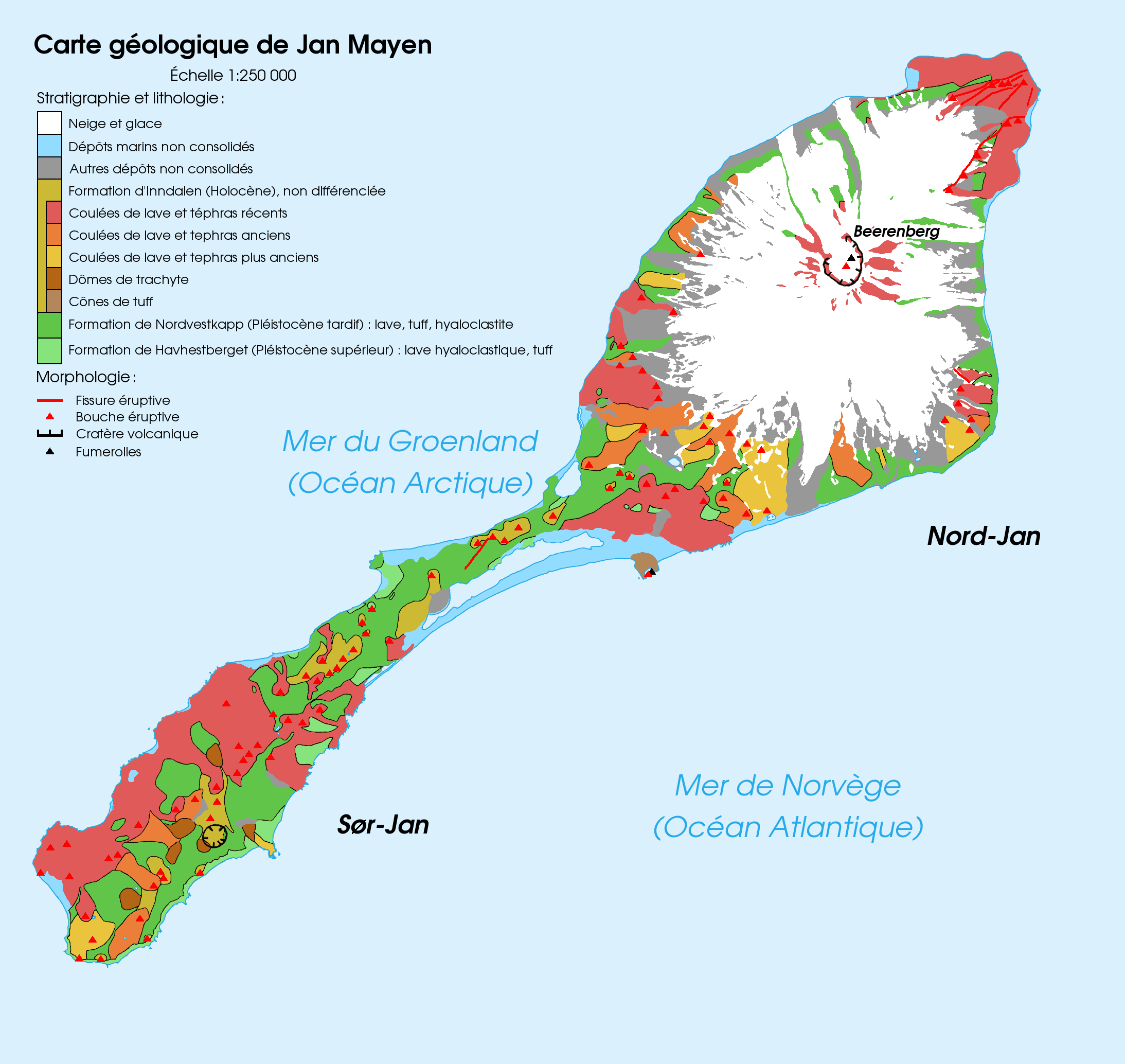
Carta geologica di Jan Mayen

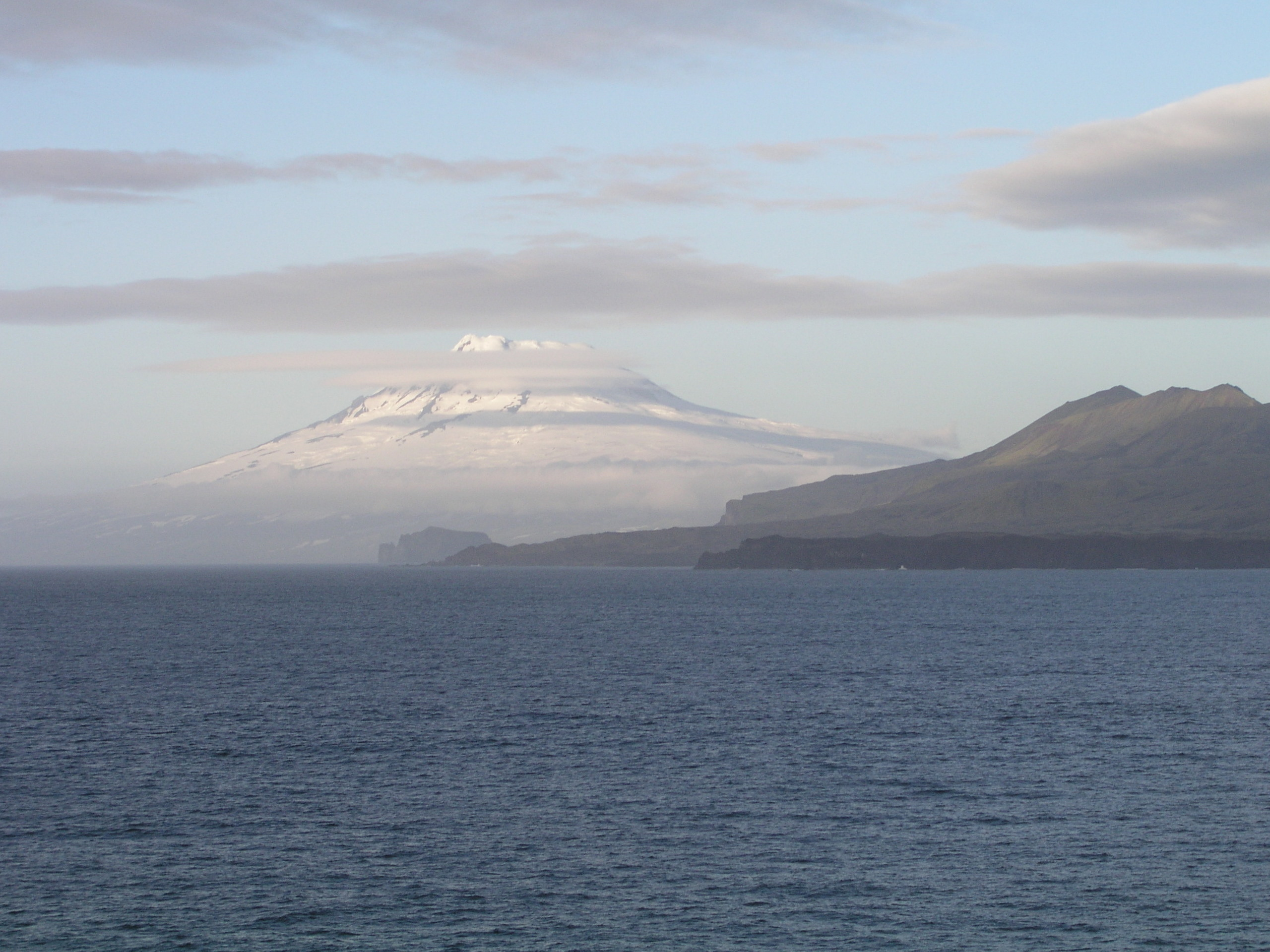
Beerenberg visto da Sør-Jan.

Jan Mayen è un'isola vulcanica situata sulla placca euroasiatica, di età estremamente recente: risale a circa 700 000 anni fa e su un punto caldo che copre gran parte della dorsale medio atlantica. Una parte di questa dorsale, denominata dorsale Mohns, termina in prossimità delle coste settentrionali dell'isola e prolunga la zona di frattura di Jan Mayen di 170 km verso nord-est, costituendo una faglia orientata a nord-ovest/sud-est dell'isola.
Un centinaio di crateri per lo più formati da trachite e una decina di fessure eruttive, hanno emesso durante il Pleistocene, lava basaltica, che oggi compone la maggior parte delle rocce presenti sull'isola. Il resto della formazione rocciosa presente su Jan Mayen è stato formato dai detriti trasportati dalla corrente oceanica. Quest'ultima, in particolare, ha formato vari piccoli cordoni pianeggianti situati per lo più nella parte centrale dell'isola.
Beerenberg, lo stratovulcano che domina l'isola con i suoi 2 277 metri di altezza, è ricoperto da 115 km² di ghiaccio, e forma la maggior parte di Nord-Jan, la parte settentrionale di Jan Mayen. Esso non è solo il vulcano più elevato dell'isola, ma è anche il vulcano attivo più settentrionale della Terra. Grazie alle eruzioni avvenute tra il 1970 e il 1985, l'isola ha avuto modo di ingrandirsi, soprattutto nella sua parte nord-orientale.
Sør-Jan, la parte meridionale dell'isola, presenta un numero elevato di crateri vulcanici, alcuni dei quali sono attivi, altri dormienti e altri ancora spenti. In alcuni crateri si sono conservate le ceneri prodotte nelle precedenti eruzioni. Il 30 agosto 2012 è stata colpita da un terremoto di magnitudo 6,6.

### Clima

Schema che illustra l'andamento climatico durante l'anno di Jan Mayen.

Jan Mayen è un'isola situata a una latitudine elevata per l'uomo (71°00′00″N 8°20′00″W), sopra tali zone scorrono correnti marine e masse d'aria, che influenzano il clima: la corrente della Groenlandia Orientale, una corrente fredda, che trasporta nei pressi di quest'isola gli iceberg e la corrente nord-atlantica, che proviene da sud e quindi è un importante fattore che determina l'umidità atmosferica. Questa situazione sottomette l'isola a un clima polare, riscaldato di tanto in tanto dalle correnti calde. Il sole di mezzanotte è presente da metà maggio a luglio; quindi d'inverno è luogo di fenomeni astrofisici come la notte polare, più precisamente di tipo artico, (mai con completa oscurità ma anzi con chiarore più o meno accennato per qualche ora) e le aurore boreali che si hanno da metà novembre a gennaio. Questo perché l'isola è situata oltre il circolo polare artico.
Le temperature medie variano da +4,9 °C in luglio a -6,1 °C in gennaio; in marzo la temperatura media è invece di -1,4 °C. I record di temperature che sono stati raggiunti sono stati quello del febbraio 1965 (-28,4 °C) e quello di giugno 1953 (+18,1 °C). Le precipitazioni (nel diagramma climatico sono segnate in blu) sono nel complesso moderate (il totale annuo è di 683 mm) e distribuite in tutto l'arco dell'anno. Il mese meno piovoso è giugno (36 mm); quello che presenta più precipitazioni è ottobre (83 mm). Queste precipitazioni, spesso associate a climi freddi, contribuiscono alla formazione della calotta polare su Beerenberg.
Isolata nell'oceano, Jan Mayen è protetta da un vento catabatico proveniente da una zona nella Groenlandia settentrionale. Questo vento, essendo molto frequente, abbassa la temperatura dell'isola causando una bassa temperatura percepita. Questo vento è infatti molto freddo (-20 °C circa), ma anche molto veloce (102,6 km/h). Esso dà origine a un sollevamento orografico da parte di cumulonubi seguendo il movimento della scia di von Kármán.

### Fauna

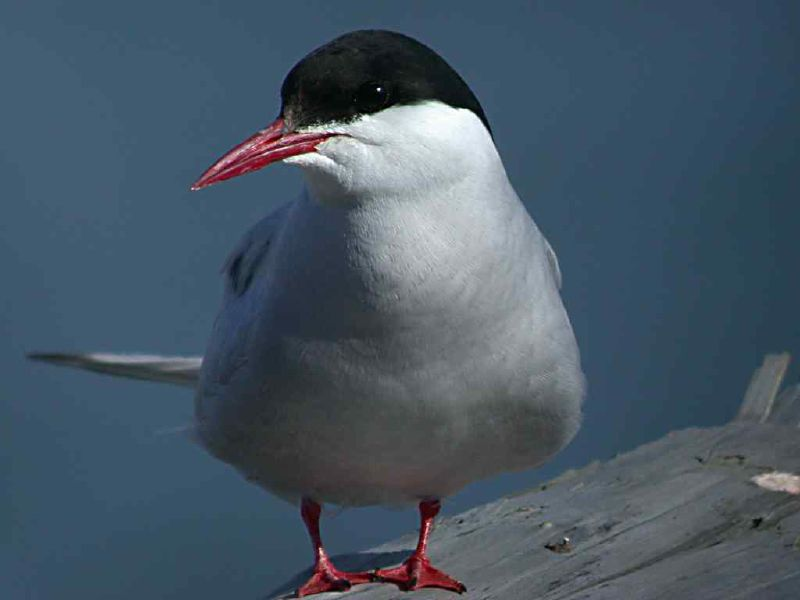
Una Sterna paradisaea

Jan Mayen non ospita alcun mammifero terrestre dal 1990, poiché le volpi polari sono state cacciate per il loro pelo dai norvegesi nel corso del XX secolo, fino a estinguerle sull'isola; gli orsi polari, invece, sono fuggiti altrove, migrando sulla banchisa invernale. Fanno comunque eccezione i cani, che vivono, addomesticati dall'uomo, con lui nella stazione meteorologica.
La fauna marina di Jan Mayen è costituita per la maggior parte da pesci e cetacei (balene della Groenlandia, megattere, balenottera minore, balenottere comuni, balenottere azzurre, balenottere boreali, balene dal naso a bottiglia, orche, delfini dal rostro bianco), da trichechi e da un gran numero di uccelli di mare. Qui, circa 500 000 individui di questi ultimi, nidificano e depongono.
In tutto, sull'isola sono presenti più di 120 specie di uccelli marini. Le specie più diffuse sono gli edredoni comuni, le sterne codalunga, le pulcinelle di mare, i fulmari e i gabbiani tridattili.

### Flora

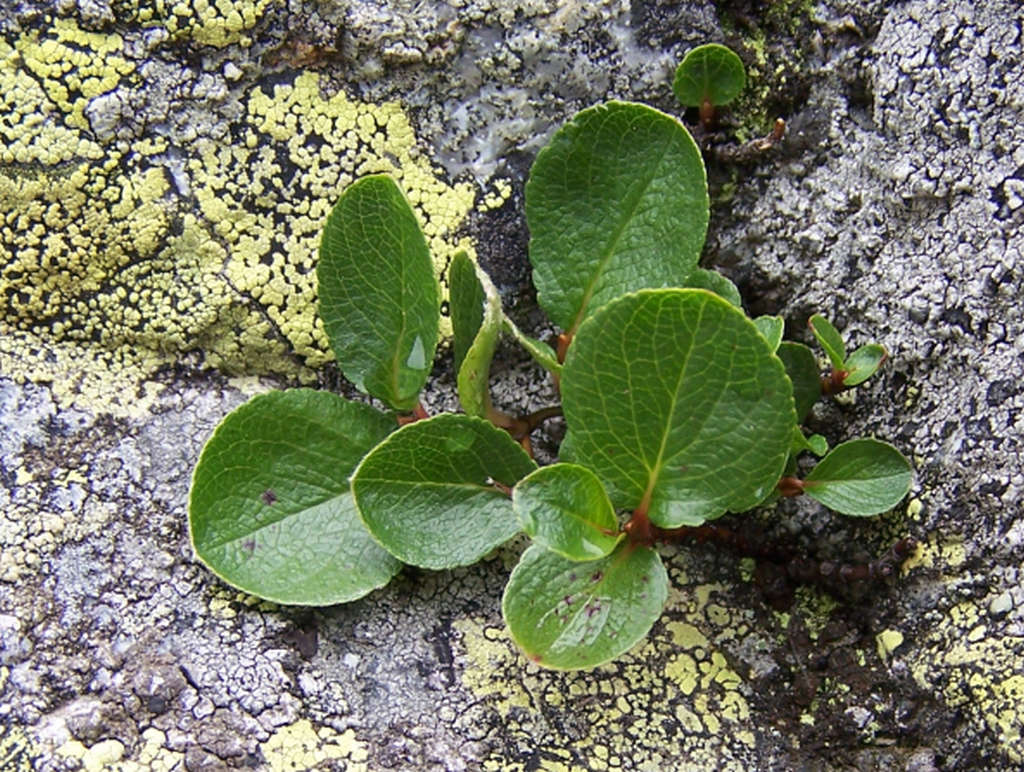
Un Salix herbacea

A causa del clima polare, il solo bioma di Jan Mayen è la tundra, principalmente costituita dunque da erbe, arbusti nani, muschi e licheni. Sull'isola sono presenti 74 specie vegetali (4 di pteridofite, 53 di dicotiledoni e 17 di monocotiledoni), tra cui vanno segnalate tre specie endemiche di dente di leone (Taraxacum brachyrhynchum, Taraxacum recedens e Taraxacum torvum); e inoltre nove specie di funghi.
Tra i fiori di Jan Mayen, i più frequenti sono i ranuncoli (perlopiù ranuncoli dei ghiacci), i Rumex, i Carex, i Luzula, le sassifraghe, le Silene e le veroniche. Molto diffusi anche gli equiseti.
Su Jan Mayen è presente anche il genere Salix, le cui specie hanno normalmente l'aspetto di alberi. Ma qui anche le due specie di Salix (Salix herbacea e Salix arctica) sono piccole piante erbacee, o arbusti alti pochi centimetri.

## Storia

### Scoperta

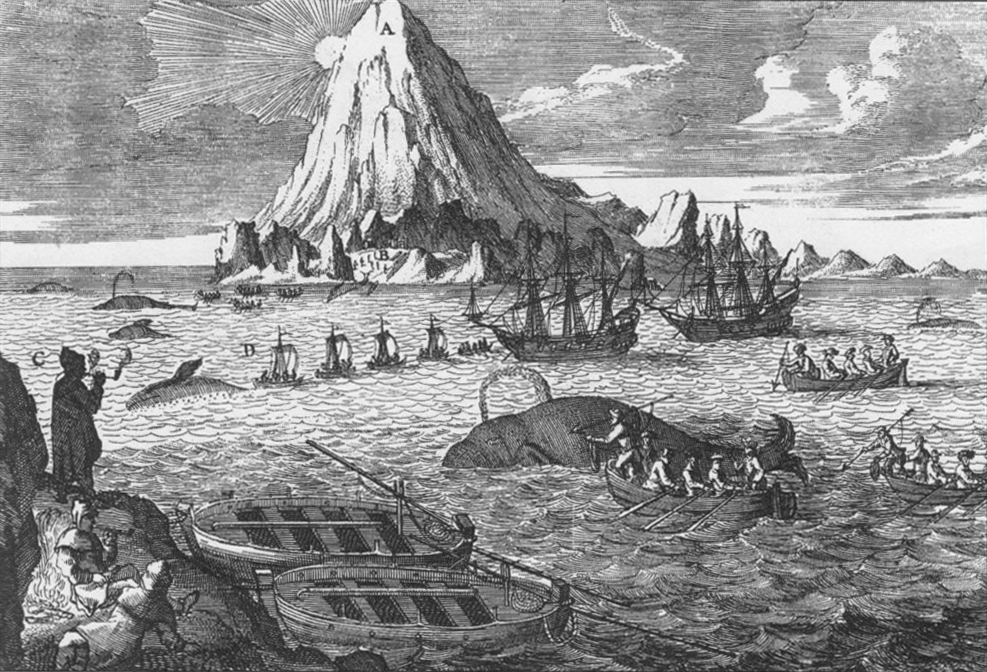
Caccia alla balena a Jan Mayen nel XVIII secolo. In quest'epoca gli olandesi praticavano quest'attività al largo delle coste di Jan Mayen. nell'immagine cacciano nei pressi dello stratovulcano Beerenberg, sulle coste di Nord-Jan, la sua parte settentrionale.

La scoperta di Jan Mayen è incerta. Si dice che nel VI secolo d.C., durante uno dei suoi viaggi, il monaco irlandese Brendano di Clonfert approdò sulle coste dell'isola dopo una tempesta. Nonostante l'isola, secondo la leggenda, ospitasse le porte dell'inferno, non fece passare nell'aldilà il monaco.
L'isola è stata anche probabilmente una tappa nella rotta dei Vichinghi. Questo perché, in alcune carte geografiche da loro disegnate, oltre che la Groenlandia, la Norvegia, l'Islanda e le isole Fær Øer, è comparsa anche Jan Mayen.
L'isola di Jan Mayen è stata con certezza scoperta nel XVII secolo da alcuni cacciatori di balene olandesi e inglesi alla ricerca di nuove zone di pesca. Il navigatore e comandante inglese di alcune spedizioni a nord, Henry Hudson, approdò sull'isola nel 1607 e la battezzò Hudson's Tutches o Touches. Il merito della prima esplorazione dell'isola approfondita e dettagliata, comunque, va all'esploratore olandese Jan Jacobs May van Schellinkhout, che la visitò nel 1614. Fu egli a battezzarla con l'attuale nome, Jan Mayen, e a inserirla in modo corretto nelle carte geografiche, costituendo una certa prova della scoperta dell'isola.

### Prime occupazioni
Jan Mayen non era allora rivendicata da nessuna nazione, ed era scarsamente abitata; ha cominciato a venire popolata quando divenne una base scientifica per gli studi meteorologici durante l'Anno Polare Internazionale, nel 1882.
Durante la prima metà del XVII secolo, alcuni cacciatori di balene si stabilirono sull'isola per produrre olio dal grasso di balena. Dopo la scoperta della grande popolazione di balene a Jan Mayen, molti di essi si trasferirono sull'isola durante la stagione estiva. L'olio di balena era a quei tempi molto pregiato, e per questo furono costruite molte strutture sull'isola per ospitare i cacciatori e i lavoratori. Una prima permanenza invernale su Jan Mayen fu svolta nel 1633: alcuni dei sette uomini rimasti tornarono alla loro terra, e tornarono l'estate successiva. L'isola fu abbandonata tra il 1640 e il 1650, e fu nuovamente occupata da abitanti nei 230 anni seguenti.
L'inverno tra il 1882 e il 1883 fu dichiarato primo Anno Polare Internazionale, un gruppo di scienziati austro-ungarici scelsero Jan Mayen come luogo di studio, in una base chiamata Maria Muschbukta (letteralmente Baia Maria Musch); inaugurata l'organizzazione scientifica, Jan Mayen ritornò piena d'attività come secoli prima. Dal 13 luglio 1882 al 6 agosto 1883, gli scienziati si occuparono di importanti ricerche (test sull'equipaggiamento per le spedizioni polari, salinità e temperatura del mare, magnetismo, ma anche su elementi dell'ecosistema, come piante, animali e rocce).
Nei primi anni del XX secolo, i commercianti norvegesi iniziarono spedizioni di caccia sull'isola Jan Mayen, trascorrendovi anche l'inverno. Le prede più ambite erano le renne, pregiate per il loro pelo, e gli orsi polari. Con la caccia intensiva gli animali vennero sterminati, e con la loro scomparsa resero Jan Mayen priva di ogni attrattiva economica, a tal punto che venne nuovamente abbandonata nel 1920.

### Sovranità norvegese

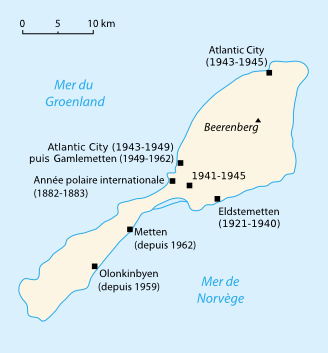
Localizzazione delle stazioni meteorologiche e radiofoniche su Jan Mayen

#### Conquista
Il bisogno di una stazione meteorologica situata tra la Groenlandia e il Polo nord che favorisse alla Norvegia la conoscenza delle varie perturbazioni si è sentito nel 1914, quando il professore Kristian Birkeland di Oslo reclamò la costruzione di un edificio specializzato su Jan Mayen. A causa della morte di 125 cacciatori per il freddo tra il 1917 e il 1920, egli attese l'estate del 1921 per costruire la stazione meteorologica, che oggi si chiama Eldstemetten. Essa fu costruita nel Sud dell'isola, Sør Jan.
L'anno dopo l'istituto meteorologico norvegese proclamò l'isola territorio della Norvegia ai fini di rinforzare la sua presenza e un decreto reale dell'8 maggio 1929 confermò la sovranità norvegese su di essa. Infine, il giorno 27 febbraio 1930 il Regno di Norvegia permise ad altri Stati di utilizzare le risorse dell'isola. Qui nacque una contesa riguardo alla questione dell'appartenenza di Jan Mayen.
La riconosciuta sovranità norvegese dell'isola è stata (ed è) molto importante per la Norvegia, dato che questo le permette di estendere fino, e oltre l'isola, la zona di esclusivo diritto di sfruttamento di risorse, come quello della pesca.

#### Seconda guerra mondiale
La sovranità norvegese su Jan Mayen fu interrotta nel 1941 e durante la seconda guerra mondiale. Quando i tedeschi occuparono buona parte della Norvegia a partire dal 9 aprile 1940, la famiglia reale norvegese organizzò una resistenza. Il re Haakon VII, preoccupato dei territori indifesi della Norvegia, mandò dei soldati a Jan Mayen nel 1941, che oltre a difendere l'isola dai tedeschi, avrebbero proseguito le ricerche scientifiche. Questo distaccamento abbandonò la stazione meteorologica di Eldstemetten verso la fine del 1941, lasciando così via libera ai tedeschi, che riuscirono a conquistarla, e in tale occasione incendiarono la stazione, che fu ricostruita dai norvegesi ai piedi di Beerenberg.
La nuova stazione funzionò durante la guerra, sotto controllo norvegese, nonostante i bombardamenti aerei tedeschi. Durante questi attacchi, nel 1942, due aerei tedeschi si schiantarono contro il Beerenberg causando a un primo rilievo nove morti. Nel 1950, dei geologi britannici ritrovarono uno dei due aerei con a bordo altri membri dell'equipaggio morti. Date le sue buone condizioni, l'aereo fu riparato, per poi essere riutilizzato, a Narvik, nel 1959.
Nel 1943, gli statunitensi costruirono una stazione per la radionavigazione su Jan Mayen, situata nel nordovest dell'isola. Questa stazione ha oggi come principale obiettivo il contatto con le stazioni meteorologiche tedesche installate in Groenlandia.

#### Sviluppo di attività meteorologiche e radiofoniche
Dopo la seconda guerra mondiale, i meteorologi norvegesi non utilizzarono la stazione di Atlantic City, costruita dagli statunitensi pochi anni prima ma caduta in disuso per la posizione geografica sconveniente, e perciò la sostituirono a quella di Gamlemetten, che fu costruita nel 1949. Nei decenni successivi l'unica attività che si svolse sull'isola fu lo studio meteorologico e radiofonico. La stazione aveva infatti il ruolo di trasmettere informazioni sulle perturbazioni alla Norvegia continentale, a beneficio dei naviganti.
L'attività su Jan Mayen è presente in buona parte grazie alla NATO che ha costruito una stazione per la radionavigazione LORAN-C nel 1959 con un'antenna a onde radio di 190 metri d'altezza. Questa stazione, sotto la responsabilità dell'amministrazione norvegese della comunicazione e della difesa (NORECA), è collegata a quelle dell'Islanda, delle isole Fær Øer, della Norvegia continentale e della Germania. In quest'occasione fu costruito un nuovo sito nel sud-est dell'isola: una stazione tecnica e una centrale energetica, a Olonkinbyen, unico centro abitato di Jan Mayen, in onore di uno scienziato vissuto sull'isola. L'anno dopo, sull'isola fu installato un nuovo trasmettitore radio, più moderno, e quello vecchio cadde in disuso. Quando Olonkinbyen fu costruita non aveva un porto, quindi era priva di connessioni marittime. Fu perciò costruita una pista d'atterraggio sull'istmo dell'isola. Il primo volo si tenne nel 1961. Nonostante tutto, il carburante non si poteva trasportare via aereo, e ancora oggi si importa sull'isola per via marittima.
Dopo il trasloco della stazione meteorologica, denominata Metten, in prossimità della pista d'atterraggio, nel 1962, gli impianti e le attività umane si concentrarono sui cinque chilometri della costa sud-est dell'isola.
Malgrado la guerra fredda e la posizione strategica di Jan Mayen, situata su una rilevante rotta commerciale dell'oceano Atlantico settentrionale, la stazione LORAN-C costituisce l'unica installazione della NATO, visto che questa organizzazione, oltre che della meteorologia, si occupava principalmente di servizi militari. In effetti, basi della NATO esistevano già da tempo in territori vicini, come in Groenlandia, in Islanda e in Norvegia, quindi installazioni militari sull'isola non furono considerate necessarie o opportune.
A partire dal 1980, furono prese alcune decisioni di interesse commerciale marittimo: 
- esportazione di risorse marittime da parte dell'Islanda il 22 ottobre 1981.[25]
- stabilimento della frontiera costiera della Groenlandia il 14 giugno 1993[26] e nel luglio 1994.[27]

## Geografia antropica

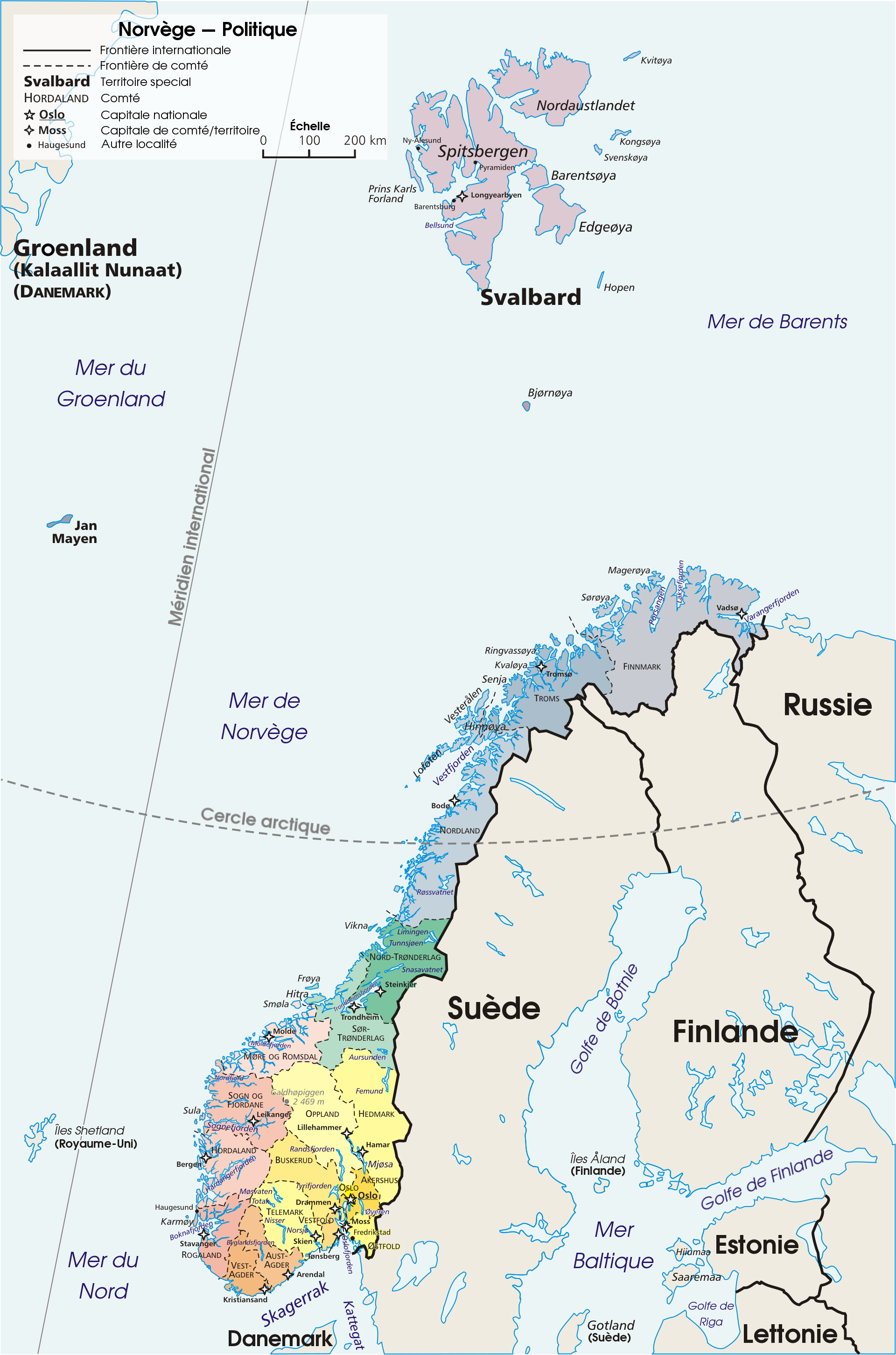
Carta politica della Norvegia

### Amministrazione
Jan Mayen è un territorio appartenente alla Norvegia, e più precisamente alla contea di Nordland, ufficialmente dal 27 febbraio 1930. Dall'agosto del 1994, l'isola è governata da un fylkesmann, ossia un governatore, residente a Oslo. La persona che invece dirige i lavori sull'isola e vi abita è anche il comandante della stazione meteorologica.
Secondo il codice ISO 3166-1, Jan Mayen dovrebbe essere amministrata dalle isole Svalbard e comandata dal sysselmann, governatore che vi abita, ma questa legge è stata abrogata dal governo norvegese.

### Presenza di attività umane
Jan Mayen è un'isola abitata permanentemente da personale della stazione meteorologica e di quella per la radionavigazione. Secondo i dati del 1948 gli abitanti erano all'epoca 79, ma nel corso del tempo sono diminuiti; secondo i dati del 2007, infatti, erano solo 18. Nonostante ciò, nei mesi più caldi, ossia da aprile a ottobre, gli abitanti salgono a circa cinquanta. Tra i 18 abitanti permanenti, 4 persone lavorano alla stazione meteorologica e 14 in quella di radionavigazione. Queste persone vivono a Olonkinbyen, il solo centro dell'isola, situato nella parte nord-occidentale di Sør-Jan. L'unica strada presente su Jan Mayen collega Olonkinbyen alla stazione meteorologica situata tre chilometri più a nord, e alla pista d'atterraggio, cinque chilometri più a sud. L'isola non possiede un porto, né un molo, perciò a Jan Mayen le navi non sono il mezzo di trasporto più utilizzato; se si naviga, infatti, lo si fa con piccole barche, canoe o motoscafi. Il personale estivo, per raggiungere Jan Mayen, usa l'aereo, che atterra sull'apposita pista. Oltre alla stazione meteorologica e quella per la radionavigazione LORAN-C, a Jan Mayen sorge un centro per lo studio della sismografia dell'Università di Bergen, un magnetometro dell'Università di Tromsø  e, dal 1995, una stazione radiofonica amministrata dalla città di Bodø.
La stazione meteorologica è situata a 3 chilometri a sud di Olonkinbyen ed elabora previsioni meteorologiche. La stazione trasmette da due a otto segnali al giorno alla Norvegia continentale, che li riceve e trasmette via televisione o radio gli studi sul tempo realizzati. Jan Mayen costituisce inoltre un luogo di studio della geologia e delle correnti oceaniche. Questa zona è infatti punto di passaggio della corrente della Groenlandia Orientale e della corrente nord-atlantica.
La stazione LORAN-C è uno dei più importanti centri per la radionavigazione dell'oceano Atlantico settentrionale e fa parte della rete di rilevazione LORAN. L'emittente, costituito da un'antenna di 190 metri d'altezza. emette otto pulsazioni ogni 0,07 secondi sul primo canale, e 8 pulsazioni ogni 0,09 secondi sul secondo canale.
L'isolamento e il clima rigido offrono poche possibilità di svago per il personale dell'isola: la pesca, l'alpinismo e la navigazione. Il personale della stazione meteorologica, com'era d'uso tra i primi scienziati vissuti sull'isola, ospita dei cani, che vengono utilizzati per il traino delle slitte dalla stazione meteorologica a Olonkinbyen e alla pista d'atterraggio.
Jan Mayen non costituisce una meta turistica, né è facilmente accessibile, sia per l'assenza di un porto sia per la pista d'atterraggio ridotta; inoltre non vi sono alberghi, non è possibile fare visite guidate, i voli commerciali o privati non sono autorizzati, a parte quelli del personale estivo. Inoltre, le navi da crociera partite dall'Islanda o dalla Norvegia e dirette in Groenlandia o alle isole Svalbard, passano in prossimità di Jan Mayen ma non l'accostano. Una sola compagnia turistica norvegese organizza viaggi sull'isola.

## Nella cultura di massa
- Jan Mayen è apparsa nel videogioco del 2010 Victoria II, sviluppato da Paradox Interactive, dove è protagonista di un Easter egg molto famoso dove è possibile rendere indipendente l'isola e, una volta resa Gran Potenza, nominare orsi polari come primo ministro e come generali dell'esercito.